# Спомен-биста Симеона Роксандића у Београду
Спомен-биста Симеона Роксандића је споменик у Београду. Налази се на Калемегдану у општини Стари град.

## Опште карактеристике
Биста је посвећена Симеону Роксандићу (Мајске Пољане, 14. мај 1874 — Београд, 12. јануар 1943), вајару који припада најстаријој генерацији српских вајара, представнику српског академизма, везаног за прве почетке развоја српске скулптуре.
Спомен-биста је заправо аутопортрет истакнутог вајара, налази се на Калемегдану, а постављена је 1965. године.